# Hegetoria
Hegetoria (Ηγετορία) var en nymf i grekisk mytologi. Hon var gift med kung Okhimos och var drottning av ön Rhodos. Tillsammans med maken fick hon dottern Kydippe.